# Iča (affluente inferiore dell'Om')
La  Iča (in russo Ича?) è un fiume della Russia siberiana occidentale, tributario di destra del fiume Om'. Scorre nei rajon Severnyj, Kujbyševskij, Vengerovskij e Čanovskij dell'oblast' di Novosibirsk. Appartiene al bacino idrografico dell'Irtyš. Il fiume è indicato come Iča 'inferiore' per distinguerlo dall'omonimo fiume 'superiore' che incontra l'Om' a 993 km dalla foce.
Il fiume ha origine nella sezione sud-orientale della vasta area paludosa del Vasjugan'e. Pochi chilometri dopo la sorgente attraversa il lago Itkul'. Per tutto il suo corso il fiume scorre in direzione sud-ovest, incontra l'Om' a 584 km dalla foce. Il fiume ha una lunghezza di 257 km; il bacino è di 3 570 km². 